# Rafael Lima (futebolista)
Rafael Ramos de Lima, mais conhecido como Rafael Lima (Florianópolis, 8 de março de 1986), é um ex-futebolista brasileiro que atuava como zagueiro. Atualmente é gerente de futebol da Chapecoense.

## Carreira

### Início no Figueirense
Rafael Lima começou a sua carreira no Figueirense.

### Empréstimo ao Ceará e venda ao Al-Sharjah
Sem muito espaço no Figueira, Rafael foi emprestado ao Ceará antes de ser contratado em definitivo pelo Sharjah dos Emirados Árabes Unidos.

### Inter de Santa Maria
Após duas temporadas, retornou ao Brasil em 2011 para acertar com o Inter de Santa Maria.

### Chapecoense
Ainda em 2011, se transferiu Chapecoense, onde logo tornou-se capitão e ídolo do time. Ele tem 206 jogos pelo verdão. 

### América Mineiro
Após não renovar seu contrato com a Chapecoense, Rafael Lima assinou com o América Mineiro. Foi conquistando espaço rapidamente e se tornou ídolo da torcida americana. Fez o gol do título do Brasileirão Série B 2017 do América Mineiro na partida contra o CRB válida pela última rodada.

## Voo LaMia 2933
Rafael Lima não estava a bordo do Voo LaMia 2933 que deixou 71 mortos, ao acidentar-se perto de Medellín, na Colômbia, aeronave que levava o time da Chapecoense para disputar o primeiro jogo da final da Copa Sul-Americana 2016.

## Estatísticas
Até 29 de janeiro de 2021.

### Clubes
| Clube                | Temporada | Campeonato nacional | Campeonato nacional | Campeonato nacional | Copas nacionais[a] | Copas nacionais[a] | Copas nacionais[a] | Competições continentais[b] | Competições continentais[b] | Competições continentais[b] | Outros torneios[c] | Outros torneios[c] | Outros torneios[c] | Total | Total | Total   |
| Clube                | Temporada | Jogos               | Gols                | Assist.             | Jogos              | Gols               | Assist.            | Jogos                       | Gols                        | Assist.                     | Jogos              | Gols               | Assist.            | Jogos | Gols  | Assist. |
| -------------------- | --------- | ------------------- | ------------------- | ------------------- | ------------------ | ------------------ | ------------------ | --------------------------- | --------------------------- | --------------------------- | ------------------ | ------------------ | ------------------ | ----- | ----- | ------- |
| Atlético Sorocaba    | 2006      | —                   | —                   | —                   | —                  | —                  | —                  | —                           | —                           | —                           | 0                  | 0                  | 0                  | 0     | 0     | 0       |
| Atlético Sorocaba    | Total     | 0                   | 0                   | 0                   | 0                  | 0                  | 0                  | 0                           | 0                           | 0                           | 0                  | 0                  | 0                  | 0     | 0     | 0       |
| Figueirense          | 2007      | 9                   | 0                   | 0                   | —                  | —                  | —                  | —                           | —                           | —                           | 6                  | 0                  | 0                  | 15    | 0     | 0       |
| Figueirense          | Total     | 9                   | 0                   | 0                   | 0                  | 0                  | 0                  | 0                           | 0                           | 0                           | 6                  | 0                  | 0                  | 15    | 0     | 0       |
| Ceará                | 2008      | —                   | —                   | —                   | —                  | —                  | —                  | —                           | —                           | —                           | 8                  | 0                  | 0                  | 8     | 0     | 0       |
| Ceará                | Total     | 0                   | 0                   | 0                   | 0                  | 0                  | 0                  | 0                           | 0                           | 0                           | 8                  | 0                  | 0                  | 8     | 0     | 0       |
| Figueirense          | 2008      | 4                   | 0                   | 0                   | —                  | —                  | —                  | —                           | —                           | —                           | 4                  | 0                  | 0                  | 8     | 0     | 0       |
| Figueirense          | 2009      | 1                   | 0                   | 0                   | —                  | —                  | —                  | —                           | —                           | —                           | 1                  | 0                  | 0                  | 2     | 0     | 0       |
| Figueirense          | Total     | 5                   | 0                   | 0                   | 0                  | 0                  | 0                  | 0                           | 0                           | 0                           | 5                  | 0                  | 0                  | 10    | 0     | 0       |
| Sharjah              | 2009–10   | 40                  | 3                   | 0                   | —                  | —                  | —                  | —                           | —                           | —                           | —                  | —                  | —                  | 40    | 3     | 0       |
| Sharjah              | Total     | 40                  | 3                   | 0                   | 0                  | 0                  | 0                  | 0                           | 0                           | 0                           | 0                  | 0                  | 0                  | 40    | 3     | 0       |
| Inter de Santa Maria | 2011      | —                   | —                   | —                   | —                  | —                  | —                  | —                           | —                           | —                           | 4                  | 0                  | 0                  | 4     | 0     | 0       |
| Inter de Santa Maria | Total     | 0                   | 0                   | 0                   | 0                  | 0                  | 0                  | 0                           | 0                           | 0                           | 4                  | 0                  | 0                  | 4     | 0     | 0       |
| Hercílio Luz         | 2011      | —                   | —                   | —                   | —                  | —                  | —                  | —                           | —                           | —                           | 14                 | 1                  | 0                  | 14    | 1     | 0       |
| Hercílio Luz         | Total     | 0                   | 0                   | 0                   | 0                  | 0                  | 0                  | 0                           | 0                           | 0                           | 14                 | 1                  | 0                  | 14    | 1     | 0       |
| Chapecoense          | 2012      | 12                  | 0                   | 0                   | —                  | —                  | —                  | —                           | —                           | —                           | 4                  | 1                  | 0                  | 16    | 1     | 0       |
| Chapecoense          | 2013      | 35                  | 0                   | 1                   | —                  | —                  | —                  | —                           | —                           | —                           | 21                 | 1                  | 0                  | 56    | 1     | 1       |
| Chapecoense          | 2014      | 32                  | 1                   | 0                   | 3                  | 1                  | 0                  | —                           | —                           | —                           | 19                 | 1                  | 0                  | 54    | 3     | 0       |
| Chapecoense          | 2015      | 24                  | 0                   | 1                   | 2                  | 0                  | 0                  | 2                           | 0                           | 0                           | 18                 | 0                  | 0                  | 46    | 0     | 1       |
| Chapecoense          | 2016      | 6                   | 0                   | 0                   | 6                  | 1                  | 0                  | 1                           | 0                           | 0                           | 7                  | 0                  | 0                  | 20    | 1     | 0       |
| Chapecoense          | Total     | 107                 | 1                   | 2                   | 11                 | 2                  | 0                  | 3                           | 0                           | 0                           | 69                 | 3                  | 0                  | 192   | 6     | 2       |
| América Mineiro      | 2017      | 37                  | 4                   | 0                   | 4                  | 0                  | 0                  | 0                           | 0                           | 0                           | 12                 | 2                  | 0                  | 53    | 6     | 0       |
| América Mineiro      | 2018      | 4                   | 0                   | 0                   | 1                  | 0                  | 0                  | 0                           | 0                           | 0                           | 13                 | 0                  | 0                  | 18    | 0     | 0       |
| América Mineiro      | Total     | 41                  | 4                   | 0                   | 5                  | 0                  | 0                  | 0                           | 0                           | 0                           | 25                 | 2                  | 0                  | 71    | 6     | 0       |
| Coritiba             | 2018      | 20                  | 3                   | 0                   | —                  | —                  | —                  | —                           | —                           | —                           | —                  | —                  | —                  | 20    | 3     | 0       |
| Coritiba             | 2019      | 8                   | 0                   | 0                   | —                  | —                  | —                  | —                           | —                           | —                           | —                  | —                  | —                  | 8     | 0     | 0       |
| Coritiba             | 2020      | 0                   | 0                   | 0                   | 0                  | 0                  | 0                  | —                           | —                           | —                           | 6                  | 0                  | 0                  | 6     | 0     | 0       |
| Coritiba             | Total     | 28                  | 3                   | 0                   | 0                  | 0                  | 0                  | —                           | —                           | —                           | 6                  | 0                  | 0                  | 34    | 3     | 0       |
| Paraná               | 2020–21   | 13                  | 0                   | 0                   | —                  | —                  | —                  | —                           | —                           | —                           | —                  | —                  | —                  | 13    | 0     | 0       |
| Paraná               | Total     | 13                  | 0                   | 0                   | —                  | —                  | —                  | —                           | —                           | —                           | —                  | —                  | —                  | 13    | 0     | 0       |
| Guarani de Palhoça   | 2021      | —                   | —                   | —                   | —                  | —                  | —                  | —                           | —                           | —                           | 0                  | 0                  | 0                  | 3     | 1     | 0       |
| Guarani de Palhoça   | Total     | —                   | —                   | —                   | —                  | —                  | —                  | —                           | —                           | —                           | 0                  | 0                  | 0                  | 3     | 1     | 0       |
| Caxias               | 2021–     | 13                  | 0                   | 0                   | —                  | —                  | —                  | —                           | —                           | —                           | —                  | —                  | —                  | 13    | 0     | 0       |
| Caxias               | Total     | 13                  | 0                   | 0                   | —                  | —                  | —                  | —                           | —                           | —                           | —                  | —                  | —                  | 13    | 0     | 0       |

- a. ^ Jogos da Copa do Brasil e Primeira Liga
- b. ^ Jogos da Copa Sul-Americana
- c. ^ Jogos do Campeonato Catarinense, Campeonato Gaúcho e Campeonato Mineiro

|             | Data                    | Local                              | Resultado | Adversário    | Gols | Assist. | Competição                     |
| ----------- | ----------------------- | ---------------------------------- | --------- | ------------- | ---- | ------- | ------------------------------ |
| Chapecoense |                         |                                    |           |               |      |         |                                |
| 191.        | 2 de fevereiro de 2016  | Robertão, Camboriú, Brasil         | 1–0       | Camboriú      | 0    | 0       | Campeonato Catarinense de 2016 |
| 192.        | 11 de fevereiro de 2016 | Aníbal Costa, Tubarão, Brasil      | 2–1       | Avaí          | 0    | 0       | Campeonato Catarinense de 2016 |
| 193.        | 24 de fevereiro de 2016 | Arena Condá, Chapecó, Brasil       | 3–0       | Metropolitano | 0    | 0       | Campeonato Catarinense de 2016 |
| 194.        | 28 de fevereiro de 2016 | Arena Joinville, Joinville, Brasil | 0–0       | Joinville     | 0    | 0       | Campeonato Catarinense de 2016 |

## Títulos
Figueirense
- Campeonato Catarinense: 2006[8]

Chapecoense
- Campeonato Catarinense: 2016
- Copa Sul-Americana: 2016[9]

America-MG
- Campeonato Brasileiro - Série B: 2017

### Prêmios individuais
- Troféu Guará para o Melhor Zagueiro do ano: 2017